# Fútbol en Azerbaiyán

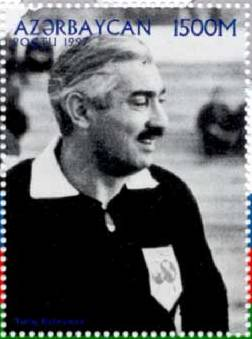
Sello de Tofiq Bəhramov, juez de línea que concedió el gol fantasma de Geoff Hurst en la final del Mundial de 1966.

El fútbol es el deporte más popular en Azerbaiyán, especialmente tras el colapso de la Unión Soviética en 1991 y la creación de la Liga nacional de fútbol azerí. La Asociación de Federaciones de Fútbol de Azerbaiyán es el máximo organismo del fútbol profesional en Azerbaiyán y fue fundada en 1992, aunque se afilió a la FIFA y a la UEFA en 1994. 
El Neftchi Baku es el equipo más popular y con más títulos en el fútbol azerí, con 7 ligas desde que el país logró la independencia de la URSS. El equipo disputó 27 temporadas en la Liga de la URSS y en 1966 finalizó en el tercer puesto en la liga, logrando así su mejor resultado. El mayor éxito internacional del Neftchi fue la victoria en la Copa de la CIS en 2006, siendo el único equipo azerí en lograrlo junto al Khazar Lenkoran y FK Inter Baku. Anatoliy Banishevskiy, jugador del Neftchi entre 1963 y 1978, fue elegido en 2003 el mejor jugador azerí de los últimos 50 años. Banishevskiy formó parte de la selección soviética que llegó hasta las semifinales en la Copa Mundial de Fútbol de 1966. En ese mismo Mundial, Tofiq Bəhramov fue el juez de línea que concedió el famoso gol fantasma de Geoff Hurst en la final que ganó Inglaterra a Alemania.

## Competiciones oficiales entre clubes
- Liga Premier de Azerbaiyán: es la primera división del fútbol azerí. Fue fundada en 1992 después de la desintegración de la Unión Soviética — y su correspondiente liga, la Primera Liga Soviética — y está compuesta por 12 clubes.
- Birinci Divizionu: es la segunda división en el sistema de ligas azerí. Está compuesta por 13 clubes, de los cuales el primer clasificado asciende a la Liga Premier y el segundo disputa los playoffs de ascenso con el último equipo de la Liga Premier.
- Copa de Azerbaiyán: es la copa nacional del fútbol azerí, organizada por la Asociación de Federaciones de Fútbol de Azerbaiyán y cuyo campeón tiene acceso a disputar la UEFA Europa League.

Entre 1993 y 1995 existió la Supercopa de Azerbaiyán, competición que enfrentaba al campeón de la Liga Premier y al campeón de Copa. El Neftchi ganó la competición en dos de las tres ediciones.

## Selecciones de fútbol de Azerbaiyán

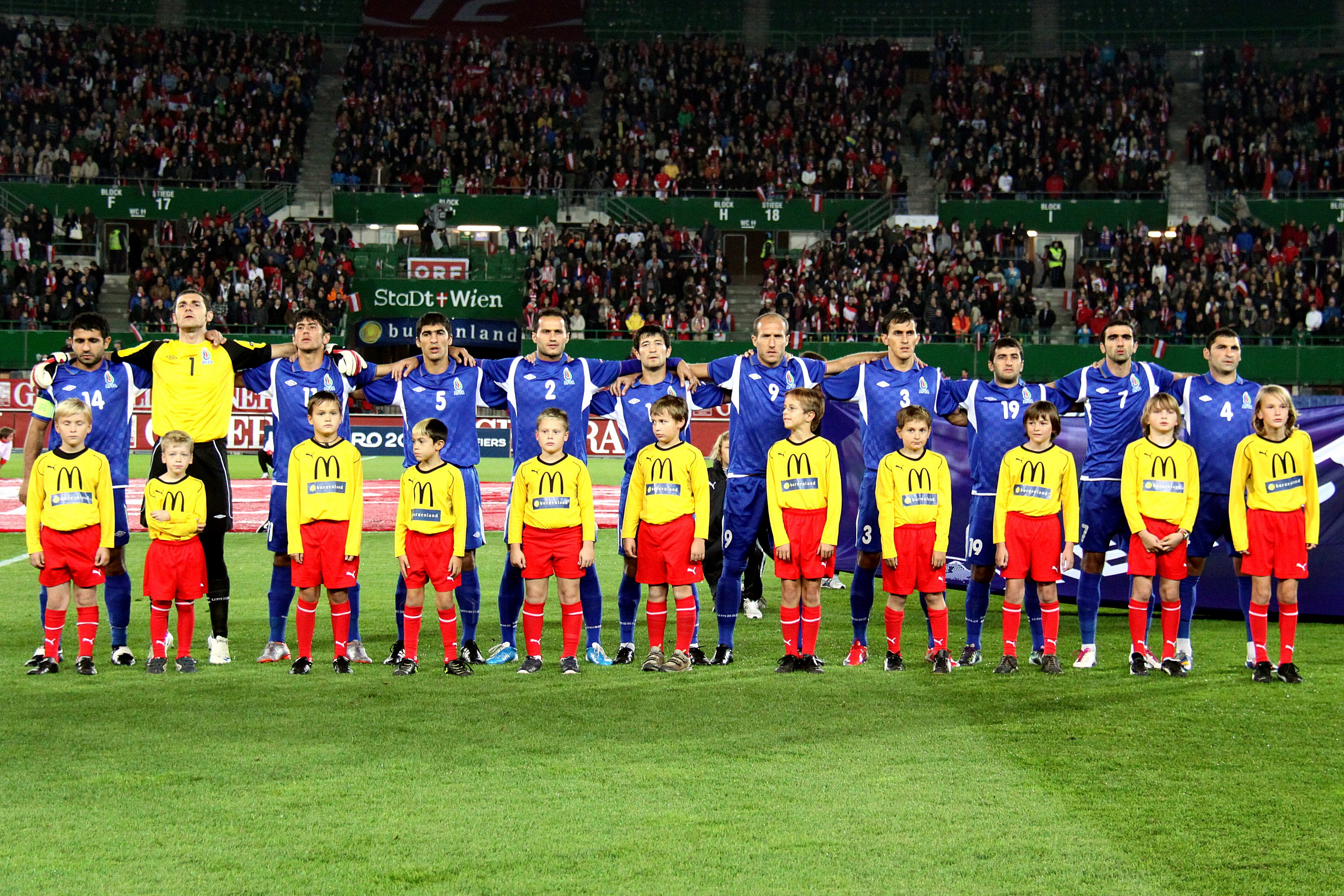
Imagen de la selección de Azerbaiyán en el Estadio Ernst Happel en 2010.

### Selección absoluta de Azerbaiyán
La selección de Azerbaiyán, en sus distintas categorías está controlada por la Asociación de Federaciones de Fútbol de Azerbaiyán.
El equipo azerí disputó su primer partido oficial el 17 de septiembre de 1992 en Gurjaani ante Georgia, partido que se resolvió con 6-3 para los georgianos. Previamente, en 1927, la selección azerí disputó un partido amistoso frente a Georgia y Armenia correspondiente al Campeonato de Transcaucasia. 
Azerbaiyán no ha disputado ninguna Copa del Mundo de la FIFA ni Eurocopa.

### Selección femenina de Azerbaiyán
La selección femenina debutó el 18 de noviembre de 2006 ante la selección de Rumanía en Mogoșoaia en un partido que ganaron las rumanas por 4-1. La selección femenina de Azerbaiyán aún no ha participado en una fase final de la Copa del Mundo o Eurocopa.